# 復活 (テレビドラマ)
『復活』（ふっかつ、ハングル：부활）は、2005年6月1日から2005年8月18日までKBSで放送された韓国のテレビドラマ。全24話。

## あらすじ
20年前の事故が原因で記憶と父を失った刑事ソ・ハウン（オム・テウン）は、とある観光ホテルの社長イム・デシク（イ・ハヌィ）が死亡した事件現場に出向いていた。警察は、この事件を自殺として終わらせようとしたが、担当刑事のハウンだけは何者かによる他殺の可能性を主張する。真相を追い求める中でハウンは、過去に起きたある事件との奇妙な接点、そして自分自身の失った記憶へと次第に近づいていくが、同時に危険な運命に巻き込まれていくことになる。

## 登場人物
- ソ・ハウン / ユ・ガンヒョク：オム・テウン / 少年期：クァク・チョンウク / 幼少期：カン・サン

捜査課の刑事。シンヒョクの双子の兄。ウナの義理の兄であり、恋人。
20年前の事故が原因で記憶と父を失い、ジェスのもとでソ・ハウンとして育てられる。
- ユ・シンヒョク：オム・テウン

武陵（ムルン）建設会社副社長。ハウンの双子の弟。ガンジュの婚約者。
- ソ・ウナ：ハン・ジミン / 少女期：パク・ウンビン

インテリアデザイナー。ジェスの娘。ハウンの義理の妹であり、恋人。
- イ・ガンジュ：ソ・イヒョン

報道記者。シンヒョクの婚約者。
- チョン・ジヌ：コ・ジュウォン / 少年期：シン・テフン

建設会社J&C副社長。ウナの幼なじみ。
ウナに想いを寄せている。
- カン・インチョル：イ・ジョンギル
- チョン・サングク：キ・ジュボン
- イ・テジュン：キム・ガプス
- チェ・ドンチャン：キム・ギュチョル
- パク・ヒス：チェ・ドンギュ
- ソ・ジェス：カン・シニル

元賭博師の露天商。ウナの父。ハウンの養父。
- キム・スチョル：コ・ミョンファン
- ユ・シニョン：イ・ヨニ
- ユン・ミジョン：ユン・ヘジョン
- キム・イファ：ソヌ・ウンスク
- チョン・ゴンミョン：キム・ユンソク

## 韓国国外での放送

### 日本
- 2006年4月5日から「So-netチャンネル749（現アジアドラマチックTV）」が初めて放送。
- 2007年3月から東京のUHF局MXテレビで、2007年7月3日からBS朝日で、2008年11月2日からBS11デジタルで放送された。
- 地上波では、2010年8月20日から9月19日までフジテレビ『韓流α〜夏祭り〜』として『韓流α』独自の話数（全20話）で毎週月曜から金曜14時7分 - 15時25分に放送開始。2010年9月7日以降は毎週月曜から金曜14時7分 - 15時57分に放送された。その後、BSフジ『韓ドラ☆17』枠にて『韓ドラ☆17』枠独自の話数（全25話）で2010年11月26日から2010年12月30日まで毎週月曜から金曜17時00分 - 17時54分で放送された。

## 関連商品
DVDはポニーキャニオンより発売。